# Библиотека Чарторыйских
Библиотека Чарторыйских (пол. Biblioteka Książąt Czartoryskich) — библиотека, находящаяся в Кракове на улице святого Марка, 17. Филиал краковского Национального музея. Библиотека располагается в бывшем Дворце Чарторыйских. Находится в собственности Фонда князей Чарторыйских и управляется Национальным музеем.

## История
Библиотека была создана по инициативе князей Адама Казимира Чарторыйского и Изабеллы Чарторыйской, которые стали её собирать в своём имении в городе Пулавы. К 1830 году собрание библиотеки насчитывало 70 тысяч изданий и 3 тысячи рукописей.
После подавления ноябрьского восстания фонды библиотеки были разобраны и хранились в различных местах в городах Курник, Сенява и Париж. В 1874 году Владислав Чарторыйский стал собирать разрозненные части библиотеки в специально выделенном для библиотеки Городском арсенале.
Во время Второй мировой войны библиотека была формально закрыта. Несмотря на это, польские учёные и исследователи продолжали пользоваться её фондами в подпольных условиях. В это же время часть библиотеки была разграблена оккупантами.
С 1961 года библиотека размещалась в здании на улице святого Марка, 17. В 1971 году библиотека Чарторыйских приобрела статус научной библиотеки.
В настоящее время собрание библиотеки состоит из печатных памятников литературы с X по XX век различных областей, в том числе по истории искусства и литературы, истории науки и военной литературы.
Фонды библиотеки составляют 224 576 изданий, в том числе 333 инкунабул, 70 009 изданий, выходивших до 1800 года и 13552 рукописей.
Собрание библиотеки включает 200 средневековых рукописей, в том числе автограф «Roczniki, czyli kroniki sławnego Królestwa Polskiego» Яна Длугоша, 80 иллюстрированных рукописей, среди которых находятся «Złoty kodeks pułtuski», «Kodeks wizygocki», «Księga turniejowa» и «Pontyfikał» Эразма Чулки; автографы Николая Коперника, Адама Мицкевича и первых президентов США; оригинальные партитуры Людвига ван Бетховена.
Библиотека разделена на «Отдел изданий и картографии» и «Отдел рукописей и Архив». Отдельными фондами библиотеки являются библиотека Тадеуша Чацкого и архив Станислава Августа Понятовского.